# Walter Corrêa de Sá e Benevides
Walter Corrêa de Sá e Benevides (Rio de Janeiro, 4 de setembro de 1908 – 2 de fevereiro de 1981) foi um médico brasileiro.
Graduado em 1929 pela Faculdade Nacional de Medicina da Universidade do Brasil. Foi eleito membro da Academia Nacional de Medicina em 1977, sucedendo Eduardo Augusto de Caldas Brito na Cadeira 73, que tem Hilário de Gouveia como patrono.